# Île Horn (États-Unis)
Ne doit pas être confondu avec Île Horn.
L'île Horn ou Horn Island est une île des États-Unis au large de la côte du Golfe dans le Mississippi.

## Géographie
Située au sud d'Ocean Springs, elle fait partie du Gulf Islands National Seashore. Elle s'étend sur environ 20 km de longueur pour une largeur autour d' 1 km. 

## Histoire
En 1699, les explorateurs Jean-Baptiste Le Moyne de Bienville et Pierre Le Moyne d'Iberville, explorent la région méridionale de la Louisiane française située entre le Fort Louis de la Mobile, Biloxi et La Nouvelle-Orléans. L'île fut nommée, du temps de la Nouvelle-France, en l'honneur de l'explorateur Jean-Baptiste Le Moyne de Bienville.
De 1943 à 1945, l'île Horn fut interdite au public et était utilisée comme site d'essai d'armes biologiques par l'armée américaine. Après la Seconde Guerre mondiale, Walter Inglis Anderson (en), de 1946 à 1965, passe son temps à dessiner l'île et en peindre les paysages. Beaucoup de ses œuvres sont exposées au Walter Anderson Museum à Ocean Springs.